# Michael Schmetz
Michael Schmetz (* 1. Oktober 1961; † 1. Januar 2018) war ein deutscher Filmwissenschaftler, Filmproduzent und -förderer. Er war von 1996 bis 2001 bei der Filmboard GmbH (heute Medienboard Berlin-Brandenburg) für internationale Koproduktionen, Animation, Verleih- und Vertriebsförderung zuständig und vom 20. Juni 2015 bis September 2016 hauptamtlicher Geschäftsführer der AG Verleih – Arbeitsgemeinschaft der unabhängigen Filmverleiher e. V.

## Werdegang
Schmetz studierte in Köln Theater-, Film- und Fernsehwissenschaften. Unter anderem auf seine Initiative hin entstand der europäische Finanzierungsmarkt Cartoon Movie; bereits 1999 lancierte er mit dem Filmboard Berlin-Brandenburg die Cartoon-Movie-Messe. 2006 rief er den Verein Deutscher Animationsproduzenten (VdAP) mit ins Leben und überführte ihn 2009 in die neu gegründete Sektion Animation der Allianz Deutscher Produzenten – Film & Fernsehen, die er mehrere Jahre leitete. 
Er initiierte den Animation Production Day (APD) im Rahmen des Internationalen Trickfilm-Festivals Stuttgart und der Internationalen Konferenz für Animation, Effekte, Games und digitale Medien (FMX) in Stuttgart, organisierte ihn sechs Jahre lang und verschaffte ihm internationale Relevanz.
Schmetz arbeitete zudem unter anderem als freier Berater und Produzent, zum Beispiel als Executive Producer des Stop-Motion-Animationsfilms Das Sandmännchen – Abenteuer im Traumland (2010) und zeitweise auch auf filmwirtschaftlichen Feldern bei der Filmförderungsanstalt und der AG Verleih.
Schmetz starb Anfang 2018 im Alter von 56 Jahren. Die Trauerfeier fand am 29. Januar 2018 auf dem Alten St.-Matthäus-Kirchhof Berlin statt.